# 楊丁
楊丁（1905年1月5日—1996年），台灣政治人物、教育家，臺中清水人。字炳南，被譽為「清水孔子公」。歷任臺中縣議員、副議長、繼任議長及清水鎮長。